# Síndrome de miositis tensional
El síndrome de miositis tensional es el nombre dado por el Dr. John E. Sarno a un padecimiento caracterizado por una sintomatología tendinosa, musculoesquelética o nerviosa, en el que destaca el dolor de espalda.
Sarno, profesor de rehabilitación clínica médica en la escuela de medicina de la Universidad de Nueva York y médico del Instituto Rusk de Rehabilitación clínica en el Centro Médico de la Universidad de Nueva York ha descrito el SMT (o TMS por sus siglas en inglés) en cuatro libros, y ha declarado que la condición puede estar relacionada con otros dolores.
El tratamiento a seguir para el SMT es totalmente distinto al protocolo de tratamiento habitual del dolor de espalda, puesto que va dirigido a corregir las causas del dolor y no sus efectos. En el 2007, el Dr. David Schechter, antiguo estudiante y asistente de investigación del Dr. Sarno, sostuvo que el tratamiento del SMT mostraba un 54% de éxito en el tratamiento del dolor de espalda.
El protocolo de tratamiento y diagnosis para el SMT no son aceptados por la medicina convencional, pero el SMT y los métodos de tratamiento del Dr. Sarno han tenido promoción mediática en los Estados Unidos.
Richard E. Stall incluye al SMT en la lista de padecimientos considerados como una de las posibles causas del recurrente dolor de espalda motivo del ausentismo en al trabajo que a su vez incrementa el costo de los programas de compensación al trabajador en los Estados Unidos.

## Síntomas
Según el doctor Sarno, el dolor de espalda a menudo está causado por el Síndrome de Miositis Tensional -SMT- (o TMS por sus siglas en inglés). Sin embargo, el Dr. Sarno afirma que los síntomas del SMT son mucho más variados que el dolor de espalda: 
- Tipo de síntoma: Los síntomas incluyen dolor (frecuentemente en más de una parte del cuerpo), y a veces se puede presentar también ciática, contracturas musculares en la espalda, tendinitis en hombros, antebrazos u otras partes del cuerpo, entumecimiento, debilidad u otros manifestaciones negativas, de acuerdo a Sarno.
- Ubicación del síntoma:: El Dr. Sarno refiere que los síntomas suelen manifestarse en la parte alta o baja de la espalda o en los glúteos; pero que se pueden presentar también en el cuello, hombros, antebrazos, rodillas u otras partes del cuerpo. Schechter afirma que los síntomas tienen una tendencia a mudar a otras partes del cuerpo. Considera que el movimiento acompañado de dolor o el dolor al estar sentado es un indicador importante de SMT.[1]

## Diagnóstico
A continuación se muestra una lista de criterios para el diagnóstico del SMT de acuerdo con Schechter y Sarno:
- Ausencia de una causa física conocida: Schechter y Sarno afirman que es necesario la exploración física y estudios de imagen para descartar otras condiciones, vg. tumores.[1][4] Sarno considera generalmente inocua a la hernia discal, porque dice que no hay correlación entre la ubicación del síntoma con el de la hernia.[4]
- Puntos sensibles:[1] Mientras los médicos emplean 11 de 18 puntos sensibles como criterio de diagnóstico para la fibromialgia, Sarno afirma que emplea 6 puntos sensibles para diagnosticar el TMS: 2 puntos sensibles en los músculos superiores del trapecio, dos en los músculos lumbares paraespinales y dos laterales superiores de los glúteos. Sarno asegura que esto se aprecia en el 99% de los pacientes de TMS.[6]
- Historial clínico de otros desordenes psicosomáticos: Schechter y Sarno consideran una historia clínica de otros desórdenes psicosomáticos como indicio de SMT, como la cefalea tensional.[1][6]

Schechter y Sarno afirman que si un paciente no puede acudir a un médico entrenado en SMT, entonces deberá consultar a su médico para descartar otros desórdenes, tales como fracturas, tumores o infecciones.

## Tratamiento

### Protocolo de tratamiento
El protocolo de tratamiento para el SMT incluye, educación, escribir los problemas emocionales y el cambio hacia una vida normal. Para los pacientes que no se recuperan rápidamente, el protocolo también incluye grupos de apoyo y/o psicoterapia.
El protocolo de Sarno para el tratamiento del SMT es usado por el Grupo de Acción RSI de Harvard, una organización voluntaria de estudiantes, como parte de su educación en prevención y programa de apoyo para personas lesiones repetitivas recurrentes, también referidas como "RSI".
Educación
La educación puede tomar la forma de visitas a consultorio, conferencias y material escrito y audiovisual. El contenido de esta incluye el aspecto psicológico y fisiológico del TMS. Según Schechter, la educación permite a los pacientes "aprender que su condición física es en realidad benigna y que cualquier discapacidad está determinada por los miedos relacionados con el dolor, y no a un riesgo latente al agravamiento de las lesiones."
Escribir acerca de los problemas emocionales
Sarno afirma que cada paciente debe darse un tiempo para pensar y escribir acerca de sus problemas que pudieran ser la causa a sus emociones reprimidas. Y recomienda las siguientes dos tareas:
- Escribir una lista de problemas. Sarno declara que cada paciente debe enlistar todos los problemas que puedan contribuir a las emociones reprimidas del paciente. Recomienda examinar los siguientes aspectos: (a) ciertas experiencias de la infancia, tales como abuso sexual infantil o falta de amor, (b) rasgos de la personalidad tales como perfeccionismo, consciencia de una fuerte necesidad de ser aceptado/querido por todos, (c) las presiones de la vida, (d) postura ante el envejecimiento y la mortalidad y (e) situaciones en las que el paciente experimenta una consciente pero reprimida ira o enojo.
- Escribir ensayos. Sarno recomienda que el paciente escriba ensayos para cada tema de la lista. Recomienda ensayos extensos debido a que fuerzan al paciente a examinar el tema emocional a fondo.[5]

Schechter desarrolló una guía diaria de 30 días llamada "El Entrenamiento Cuerpo-Mente" para asistir al paciente a recordar eventos emocionales significativos y relacionarlos entre sí y estos con sus síntomas físicos. De acuerdo con Sarno y Schechter, la repetición diaria del proceso de escritura acaba por derrotar, con el tiempo la represión, a través de conseguir hacer conscientes las emociones inconscientes gracias a esos ejercicios.
De vuelta a un estilo de vida normal
Para volver a un estilo de vida normal, a los pacientes se les recomienda tomar las siguientes acciones:
- Descontinuación de tratamientos físicos - Sarno advierte a los pacientes que deben suspender la manipulación espinal, fisioterapia y otros tratamientos si la causa del dolor es el SMT, debido a que para conseguir la curación, el tratamiento debe ir dirigido a eliminar las causas del dolor y no sus efectos.[7]
- El regreso a una actividad física normal - Schechter afirma que los pacientes son animados a "ser más activos gradualmente, y retornar una vida relativamente normal.[11]

Reuniones de apoyo
Sarno se vale de reuniones de apoyo para aquellos pacientes que no tienen una pronta recuperación. Sarno asegura que las reuniones de apoyo (a) permiten a los pacientes explorar los problemas emocionales que puedan ser la causa de los síntomas y (b) revisar conceptos aprendidos en el transcurso de la educación temprana.
Psicoterapia
Sarno dice que el 20% de los pacientes necesitan psicoterapia. Afirma que emplea una  "psicoterapia de corto plazo, dinámica, y analíticamente orientada." Schechter, por su parte, afirma que emplea la psicoterapia para el 30% de sus pacientes, y que son necesarias de seis a diez sesiones por paciente.
En un estudio del 2005 no sometido a revisión por pares, llevado a cabo por Schechter (asistente de investigación del Dr. Sarno) en el Instituto Médico Seligman (SMI), y su director Arthur Smith como coautor, encontraron que el tratamiento para el SMT logró un 57% de tasa de éxito entre los pacientes con dolor de espalda crónico (para los que nada antes había funcionado).[cita requerida]  En un estudio de 2007 en el Departamento de Medicina Preventiva en la Escuela de Medicina Keck (USC) encontraron un 54% de tasa de éxito para el tratamiento del SMT (P<.00001).[cita requerida] El tratamiento consistió en visitas a consultorio, material educativo, unos ejercicios de escritura de problemas emocionales y psicoterapia. El promedio de la duración del dolor de los pacientes en estudio era de 9 años. Los pacientes con menos de 6 meses con dolor de espalda fueron excluidos debido a que "la mayoría de los episodios de dolor de espalda recientes remiten en unas pocas semanas." 
Schechter, Smith y Azen también compararon sus resultados con los resultados de otros tres estudios para el tratamiento psicológico del dolor de espalda crónico. Los tres estudios no enfocados para el SMT, fueron seleccionados debido (a) su calidad, de acuerdo al juicio de la Colaboración Cochrane, y (b) las similitudes de las mediciones del dolor comparadas con las usadas en el estudio para el SMT. De los tres estudios no enfocados al SMT, solo uno (el estudio Turner) mostró una mejoría estadística significativa. Comparado con el estudio para el SMT de 2007, el estudio Turner tuvo un más bajo índice de éxito(26%-35%, dependiendo del tipo de tratamiento psicológico) y un nivel inferior de significacia estadística (P<.05).
Schechter, y los demás investigadores, evidenciaron así la validez del tratamiento de Sarno y manifiestan que una ventaja del tratamiento para el SMT en relación con los dolores de espalda con otras causas, es que evita los riesgos asociados con la cirugía y la medicación.
En el contexto de España, este protocolo también incluye educación sobre el SMT, escritura terapéutica, y un retorno progresivo a las actividades normales. Además, existen terapeutas y psicólogos especializados que han adoptado las enseñanzas de Sarno, aplicando en sus consultas estos principios de tratamiento.

## Teoría
De acuerdo a Sarno, el sistema nervioso autónomo hace que se contraigan determinados vasos sanguíneos del cuerpo, y esto a su vez hace decrecer el flujo sanguíneo hacia los músculos, nervios o tendones, que da como resultado una privación de oxígeno, que se experimenta como dolor y contracturas, isquemias o neuritis en los tejidos afectados por la falta de oxígeno. Sarno afirma lo anterior debido a que los pacientes reportan a menudo que el dolor de espalda a veces con el tiempo parece "cambiar", de arriba abajo por la columna vertebral y de lado a lado, esto implica que el dolor parece no estar causado por una deformidad física o una lesión de columna vertebral. Sarno afirma que la causa de las constricciones de venas causantes en dolor físico por falta local de oxígeno en algunos tejidos del cuerpo se produce por el Sistema Nervioso Autónomo que forma parte de la mente inconsciente. El objetivo de este proceso sería que el paciente desvíe su atención al cuerpo y no al estrés subconsciente y a las emociones negativas como el enojo, la ansiedad y el miedo. La mente consciente es distraída por el dolor físico, y de esta forma se mantiene la ira/enojo contenida en el subconsciente evitando que acceda a la consciencia. Sarno explica que es un proceso totalmente inconsciente y por tanto, el paciente no tiene ninguna consciencia ni control sobre el mismo. Cree que cuando los pacientes reconocen que los síntomas son solo una distracción, estos dejan de servir a su propósito, y en consecuencia disminuyen o desaparecen. El SMT puede ser considerado una condición mente-cuerpo y se le ha enunciado como un "síndrome distractivo del dolor". Sarno es un crítico de la medicina convencional en relación con el diagnóstico y tratamiento del dolor de espalda, el cual es generalmente tratado con descanso, fisioterapia, ejercicio y/o cirugía que no funcionan si la causa del dolor es el SMT.

## Controversia
El protocolo de diagnosis y tratamiento del TMS son rechazados por la comunidad científica y la comunidad médica convencional. El Dr. Sarno manifestó en una entrevista del 2004 con Medscape Orthopaedics & Sports Medicine que el «99,9% de la profesión médica desconoce esta teoría».
El doctor Sarno afirma haber curado a más de 10 000 pacientes, y explica que eso demuestra la veracidad de su teoría y la efectividad de su tratamiento. Sus críticos declaran que ni la teoría del SMT ni la efectividad del tratamiento han sido probadas clínicamente.